# François Van Roy
Pour les articles homonymes, voir Roy.
François van Roy, né à Anvers le 4 juillet 1812 et mort à Liège le 13 août 1876 est un peintre et dessinateur belge. Il est surtout professeur de dessin à l'Académie royale des beaux-arts de Liège de 1842 à 1876.

## Biographie
François Corneille van Roy, né le 4 juillet 1812 à Anvers, est le fils de Michel Van Roy et Marie Catherine Appers. Il enseigne les principes du dessin (enseignement élémentaire) à l'Académie royale des beaux-arts de Liège, de 1842 à 1876,,,. Il y remplace Alexis Gaucet qui a brièvement assuré l'intérim de Gilles-François Closson, malade depuis 1841,. Comme le commente Auguste Chauvin durant les funérailles de l'artiste , ce dernier, « entraîné par une véritable vocation, s'adonne complètement à l'enseignement du dessin et de la peinture. Grâce à son talent de professeur, grâce à son caractère bienveillant et modeste, il a bientôt un grand nombre de leçons particulières et est successivement chargé des cours de dessin dans différents établissements d'instruction publique de notre ville. »
Il épouse Célestine Joseph De Lalieux (1820-1899) et décède le 13 août 1876, après une longue maladie, à Liège. Durant les funérailles, « une assistance nombreuse de professeurs, artistes, élèves et anciens élèves de l'Académie, tiennent à rendre les derniers devoirs à l'homme de bien, au professeur dévoué, à l'artiste de talent, qui a consacré toute sa vie à l'enseignement du dessin ». Il est inhumé au Cimetière de Robermont. 

## Œuvre
François van Roy est peintre et dessinateur,. « Peintre de paysage, il exécuta, pendant les premières années de son professorat, plusieurs tableaux très estimés ».

## Le professeur et ses élèves
Selon Auguste Chauvin : « Pour ses élèves, il était plutôt un père qu'un professeur, leur sacrifiant tout son temps, leur consacrant tout son savoir. Toujours prêt à les aider de ses conseils, il sut leur inspirer un véritable attachement. »